# 康熙万寿大尊

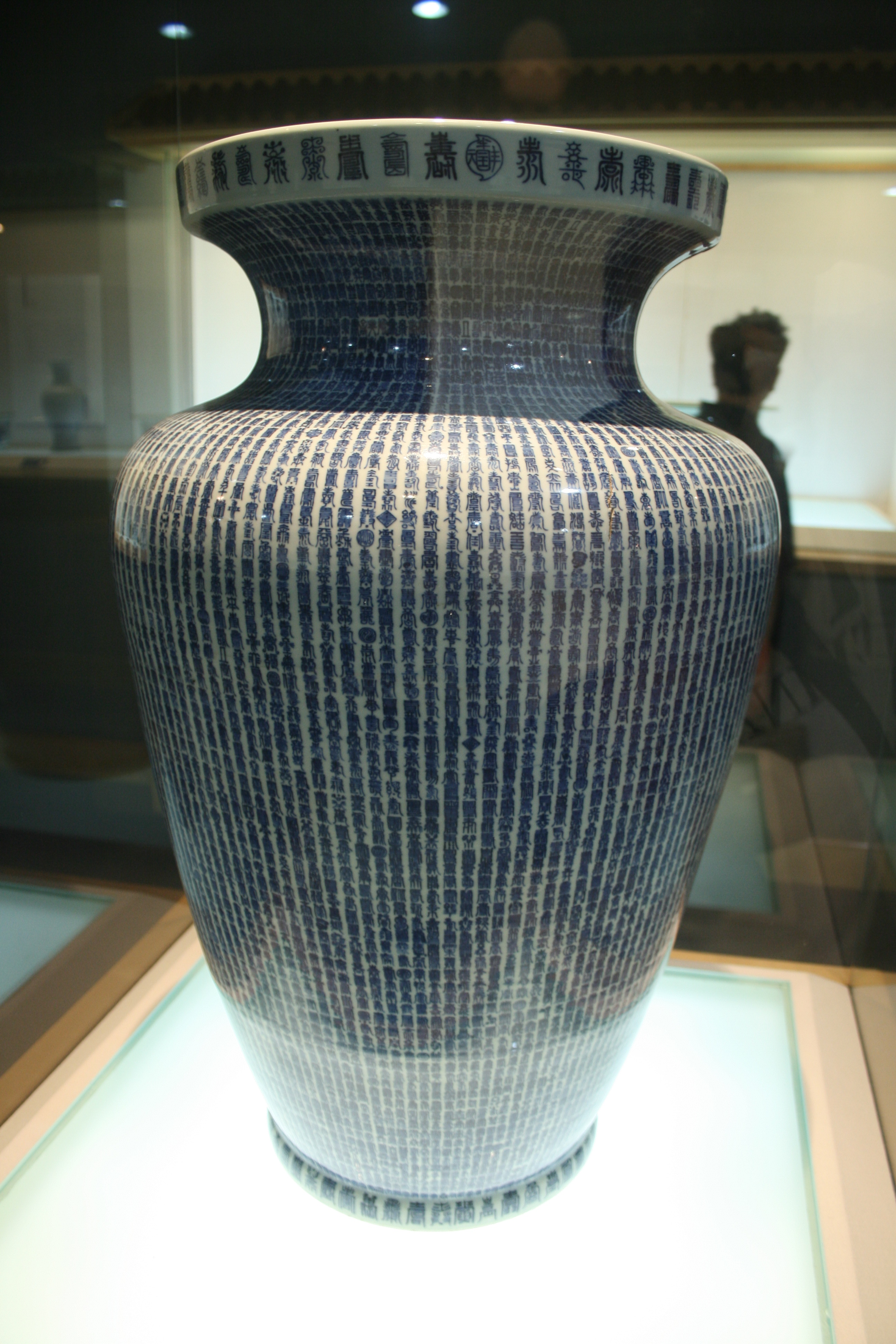
南京博物院藏康熙万寿大尊

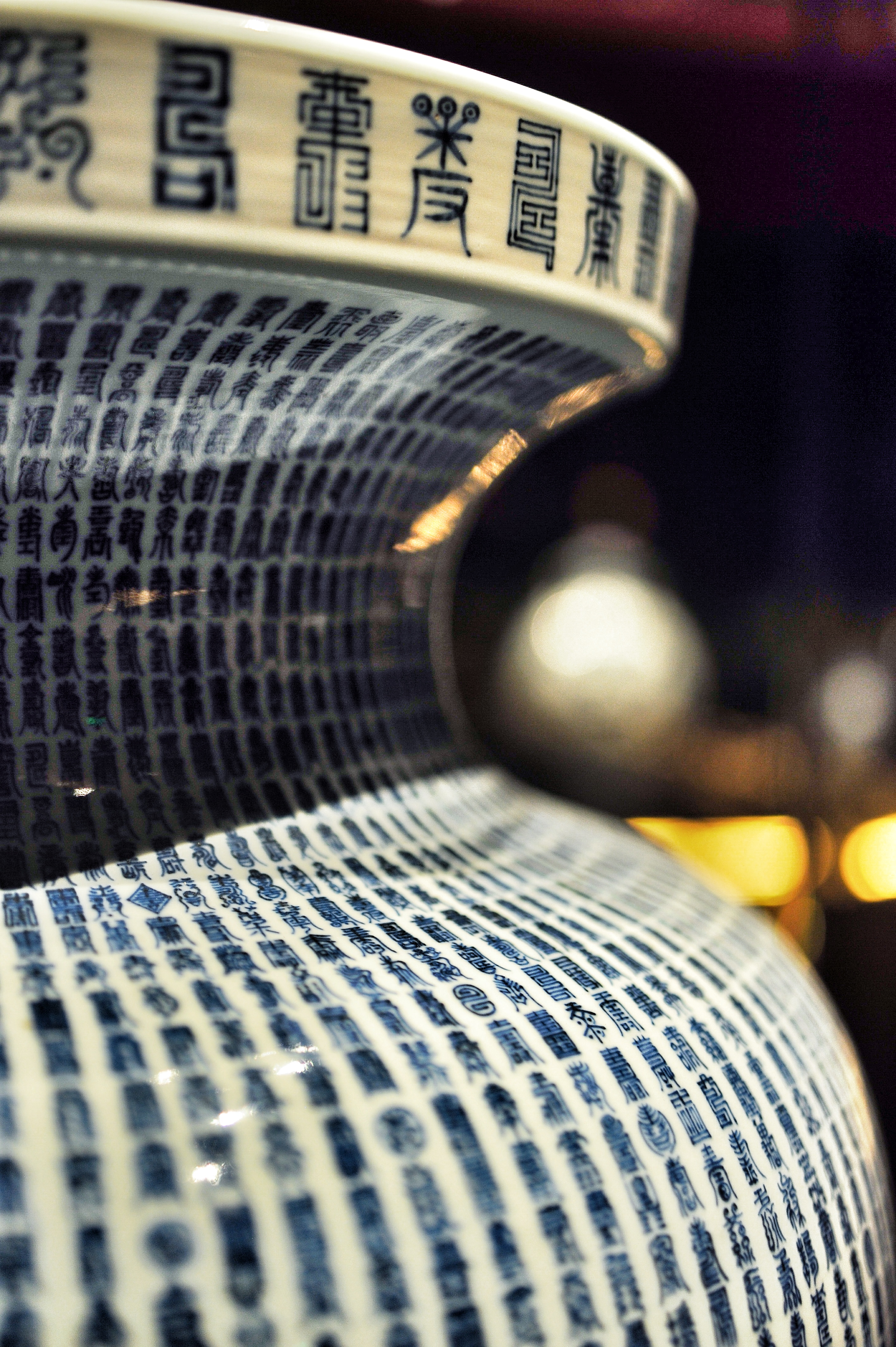
北京故宫博物院藏康熙万寿大尊局部

康熙万寿大尊是清朝康熙年间御窑厂为康熙帝寿辰（万寿节）而烧制的贡瓷，目前已知传世万寿大尊整器仅6件。

## 描述
康熙万寿大尊为撇口、短颈、直腹、圈足，通体以青花书写“寿”字。其中口面2周，每周77字；口沿1周48字；腹75行，每行130字；足1周48字；共计一万字，包括9999个“寿”字与1个“万”字，寓意“万寿无疆”。
目前学界对于康熙万寿尊的烧造年代仍存在争议。一般认为这是为康熙五十二年（1713年）康熙六十大寿烧造的贡瓷。香港中文大学文物馆馆长林业强则认为万寿尊可能是康熙二十二年（1683年）由刘源设计、督陶官臧应选督烧、两江总督于成龙为庆祝康熙三十岁万寿节而烧制的贡品。

## 现存康熙万寿大尊
现今传世的康熙万寿大尊中有三件由公立博物馆收藏，分别位于北京故宫博物院、南京博物院、香港中文大学文物馆。其中香港中文大学藏品为香港银行家利国伟于1950年代购于英国伦敦，1999年捐献给香港中文大学。
另有三件万寿尊现为私人收藏。其中一件为英国藏家雷蒙德·里埃斯科旧藏，在其去世后由伦敦克罗伊登市议会购入。2013年，香港佳士得举办“英国里埃斯科珍藏重要中国瓷器”专场拍卖，上海藏家刘益谦以6452万港币购得该件万寿尊，收藏于其私人龙美术馆。另一件为日本饭田新七家族旧藏，2018年在日本一小拍卖行拍出1亿500万日元（约合人民币650万元），为收藏家胡瑞泽购得。仅105天之后，该件藏品又亮相香港中汉2018年秋拍“奉华Ⅳ”专场，最终以6600万港币落槌、加佣金7467万港币成交。此外还有一件为美国 J. J. Lally 私人收藏。
除上述整器之外，在北京圆明园遗址、北京平安大街、卢沟桥渣土填埋场等地采集到一些万寿尊残片，据信来自于两件万寿尊。此外，还有一件据信为美国纽约私人收藏，但并非完整品相。
考虑到当时万寿节进贡“以九为度”，故当初可能一共烧造了9件万寿尊。